# Primera División de Chile 1953
El Campeonato Nacional de Fútbol de la Primera División de 1953 fue el torneo disputado en la 21.ª temporada de la máxima categoría del fútbol profesional chileno, con la participación de catorce equipos, luego de que ascendieran por primera vez dos equipos de la recién creada Segunda División. 
El torneo se jugó en dos rondas con un sistema de todos-contra-todos.
El campeón del torneo fue Colo-Colo, que logró su sexto campeonato.
En la parte baja de la tabla de posiciones se ubicó Iberia, que mantuvo su cupo en Primera, ya que Thomas Bata, a pesar de haber salido campeón de la Segunda División de 1953, renunció a ascender debido a que la empresa de calzado Bata, que aportaba la mayor parte de los recursos económicos del club, decidió rechazar la promoción a Primera División dado los costos que conllevaba competir en esta.

## Tabla final
| Pos | Equipo               | PJ | PG | PE | PP | GF | GC | Dif | Pts |
| --- | -------------------- | -- | -- | -- | -- | -- | -- | --- | --- |
| 1   | Colo-Colo            | 26 | 18 | 5  | 3  | 80 | 32 | 48  | 41  |
| 2   | Palestino            | 26 | 13 | 7  | 6  | 63 | 47 | 16  | 33  |
| 3   | Audax Italiano       | 26 | 14 | 5  | 7  | 47 | 36 | 11  | 33  |
| 4   | Everton              | 26 | 13 | 4  | 9  | 47 | 37 | 10  | 30  |
| 5   | Universidad de Chile | 26 | 13 | 4  | 9  | 43 | 48 | -5  | 30  |
| 6   | Green Cross          | 26 | 11 | 5  | 10 | 49 | 49 | 0   | 27  |
| 7   | Ferrobádminton       | 26 | 11 | 5  | 10 | 55 | 56 | -1  | 27  |
| 8   | Universidad Católica | 26 | 9  | 8  | 9  | 49 | 43 | 6   | 26  |
| 9   | Santiago Wanderers   | 26 | 10 | 5  | 11 | 52 | 49 | 3   | 25  |
| 10  | Rangers              | 26 | 9  | 6  | 11 | 50 | 52 | -2  | 24  |
| 11  | Santiago Morning     | 26 | 9  | 5  | 12 | 54 | 67 | -13 | 23  |
| 12  | Unión Española       | 26 | 7  | 5  | 14 | 34 | 54 | -20 | 19  |
| 13  | Magallanes           | 26 | 5  | 5  | 16 | 43 | 66 | -23 | 15  |
| 14  | Iberia               | 26 | 2  | 7  | 17 | 31 | 61 | -30 | 11  |

PJ=Partidos jugados; PG=Partidos ganados; PE=Partidos empatados; PP=Partidos perdidos; GF=Goles a favor; GC=Goles en contra; Dif=Diferencia de gol; Pts=Puntos
|  | Campeón             |
|  | Descenso suspendido |

## Campeón
|                              |
| Campeón Colo-Colo 6.º título |
|                              |